# Luigi Tirelli
Luigi Tirelli (Reggio Emilia, 22 marzo 1894 – Reggio Emilia, 14 luglio 1974) è stato un agronomo italiano.

## Biografia
Nato a Reggio nel palazzo di famiglia e battezzato coi nomi Luigi Enrico Giuseppe Maria, era figlio del nobile Domenico Tirelli (1866-1908), cavaliere mauriziano e proprietario terriero e della contessa Laura Rangone (1862-1935), appartenente ad un'antica e potente famiglia di origine modenese. 
Era inoltre fratello di Marianna (1891-1970), celebre collezionista d'arte e autrice di un'apprezzata biografia della duchessa di Parma, Maria Luigia - nonché moglie del conte Natale Prampolini - e di Antonio (1892-1930), corridore automobilistico e sindaco di Quattro Castella.
Era anche nipote di Giuseppe Cassoli e pronipote di Francesco Carbonieri.
Nel 1917 sposò Elena Prampolini (1895-1990), nipote di suo cognato Natale e figlia del commendator Giovanni, noto industriale e proprietario terriero, esponente dell'alta borghesia reggiana. Dalla loro unione nacquero quattro figli.

### La carriera militare
Arruolato volontario, prestò giuramento il 4 dicembre 1913 e venne assegnato al 15º Reggimento Artiglieria, Compagnia Treno. Allo scoppio della guerra, col grado di Tenente, comandò la 61ª Colonna Munizioni e successivamente fu assegnato al servizio colombaia della 3ª Armata e infine all'8º Reggimento Artiglieria da campagna. Per i suoi meriti in battaglia gli venne concessa la Croce al merito di guerra. Nel 1919 fu congedato con il grado di Capitano. Richiamato in servizio nel 1935, col grado di Maggiore venne assegnato al 3º Reggimento Artiglieria da campagna "Pistoia".

### L'ambito agrario
Fin da giovanissimo mostrò grande interesse per l'agricoltura dedicandosi allo sviluppo delle aziende di famiglia ed in particolare al miglioramento delle razze bovine. Chiusa quindi la parentesi bellica al fronte, rientrò nella città natale e dopo un breve coinvolgimento nell'Amministrazione comunale di Correggio, si occupò infatti quasi sempre di agricoltura. La sua conoscenza e competenza in materia lo portarono a diventare direttore della Cattedra ambulante di agricoltura di Reggio Emilia, quindi presidente e commissario governativo dell'Ispettorato Agrario. In qualità anche di presidente dell'Unione Provinciale Agricoltori di Reggio e del Consorzio Provinciale di Viticoltura, favorì lo sviluppo e l'incremento delle cooperative sociali e delle cantine sociali. Fondò l'enopolio di San Polo d'Enza, di Scandiano e le cantine sociali di Carpineti e di Correggio. Eseguì opere di trasformazione fondiaria e sistemò diversi terreni della provincia per l'irrigazione, essendo tra l'altro consigliere della Bonifica Parmigiana Moglia. Grande allevatore di bovini, campioni per anni alla Fiera di Milano, presiedette il Consorzio produttori del latte e fondò la prima centrale del latte alimentare a Reggio. Fu inoltre grande promotore al di fuori della sua provincia di elementi tipici quali la razza reggiana ed il vino lambrusco. Già membro del consiglio provinciale e presidente della sezione agricola e forestale dello stesso, fu nominato onorevole nel 1939.

### L'ambito equino
Se già il padre era stato un amante dei cavalli e aveva ricoperto la carica di presidente della Società di Corse al Trotto di Reggio Emilia a fine Ottocento, Luigi Tirelli rinnovò la passione avita sia incrementando l'allevamento di famiglia, sia svolgendo un ruolo pubblico di primaria importanza tanto in ambito locale quanto nazionale. Dapprima appartenente alla commissione provinciale per la requisizione dei quadrupedi e presidente della commissione ministeriale per l'approvazione dei cavalli stalloni privati dal 1926, diventò vicepresidente del Regio Deposito Stalloni di Reggio. La sua competenza lo portò poi ad essere nominato consigliere dell'Unione Ippica Italiana, quindi socio vitalizio dell'Ente Nazionale Corse al Trotto e consigliere dell'UNIRE. Già consigliere fin dalla sua fondazione, fu eletto presidente dell'Associazione Nazionale Allevatori del Cavallo Trottatore nel 1941. In questi difficili anni assieme a Tino Triossi e al conte Paolo Orsi Mangelli lavorò per la difesa del trotto e dei cavalli riuscendo tra l'altro a bloccare le monte del 1943.
Sensibile all'istruzione scolastica, oltre ad essere stato consigliere in vari istituti cittadini, portò nel 1940 a Reggio Emilia il liceo scientifico, fino ad allora mancante (il Liceo Lazzaro Spallanzani, attualmente Ariosto-Spallanzani).
Sorvegliato politico prima e torturato dalle Brigate Nere poi, con accuse di collaborazionismo con la lotta partigiana, subì analogo trattamento dalle forze locali di liberazione. Si ritirò quindi a vita privata a Roma, dove continuò con l'attività di allevatore di cavalli da trotto e di colombi viaggiatori.
Morì all'età di ottant'anni nella residenza di campagna a Villa Sesso.
Gli è stata intitolata una via nel comune di Anzio nella frazione di Lavinio, dove aveva lungamente abitato.

## Opere
- Aspetti economici dell'agricoltura reggiana, Reggio Emilia, Officine Grafiche Ruspaggiari (1939)